# Meškiağašer
Meškiağašer (sumerisch 𒈩𒆠𒉘𒂵𒊺𒅕 Meškiağašer oder Meš3-ki-ağ2-ga-še-er; auch Meškiag-gašer oder Meškiangašer) war ein sumerischer König, der in der Sumerischen Königsliste als Priester des Eanna-Tempels in Uruk aufgeführt wird. 

## Herkunft
Laut der Königsliste stammte Meškiağašer vom Sonnengott Utu (babylonisch Šamaš) ab und war dessen Sohn. So findet sich dort folgende Textpassage: "meš3 -ki-a ̆g2 -ga-še-er dumu d utu en-am3" ("Meškiağašer, Sohn des [Sonnengottes] Utu"). Meškiağašer soll darüber hinaus der Vater des Enmerkar und somit der Großvater des Lugalbanda gewesen sein. Damit stammt auch Gilgamesch von Meškiağašer ab.

## Mythologie
Als Sohn des Sonnengottes wird ihm eine außerordentliche Lebensspanne zugeschrieben; so soll er nach der Königsliste 324 Jahre lang regiert haben. Sein Epitheton beinhaltet seinen Abgang in das Meer und seinen Aufstieg in die Berge; dieser sein Weg wurde mit der Bahn der Sonne verglichen. So glaubten die Sumerer, dass sein Weg dem des Sohnes des Sonnengottes gerecht wurde.

## Historische Person
Die Sumerische Königsliste ist die einzige Quelle, in der Meškiağašer erwähnt wird. Es wird schon lange vermutet, dass Meškiağašer eine Erfindung ist, die gegen Ende der Ur-III-Periode, also der Zeit, in der die Königsliste geschrieben wurde, fabriziert wurde. Dies wird aufgrund der sumeroakkadischen Hybridstruktur des Namens, des Elements MEŠ, welches in historischen Königsnamen aus Ur häufig vorkommt, und der Tradition seines Verschwindens geglaubt. Darüber hinaus besaßen die Sumerer noch keinen ausgebauten Kult um einen Sonnengott; daher wird vermutet, dass Meškiağašer durch amurritischen Einfluss entstanden ist. Die Erfindung Meškiağašers könnte den Grund gehabt haben, Utu nicht länger die leibliche Vaterschaft über Enmerkar zuzuschreiben, sondern ihn nur noch als "göttlichen Vorfahren" darzustellen.